# Барановка (Атюрьевский район)
Барановка — деревня в Атюрьевском районе Мордовии. Входит в состав Атюрьевского сельского поселения.

## История
Основана в начале XX века переселенцами из села Атюрьево. В 1932 года хутор Барановка состоял из 82 дворов.

## Население
| 2002 | 2010 |
| ---- | ---- |
| 183  | ↘179 |

Национальный состав
Согласно результатам Всероссийской переписи населения 2002 года, в национальной структуре населения мордва-мокша составляла 96 %.